# Hermandad de Los Afligidos (Puerto de Santa María)
La Hermandad de los Afligidos cuyo nombre oficial y completo es Real, Sacramental y Franciscana Hermandad y cofradía de nazarenos de Ntro. Padre Jesús de los Afligidos, María Santísima del Rosario en sus Misterios Dolorosos y San Francisco de Asís es una hermandad religiosa o cofradía con sede en la Capilla de Ntro. Padre Jesús de los Afligidos, en la ciudad de El Puerto de Santa María (España). Realiza una procesión durante la Semana Santa de El Puerto de Santa María, en la tarde del Lunes Santo.

## Historia[2]
La hermandad se funda el 19 de septiembre de 1955 por un grupo de empleados de las bodegas F.A. de Terry S.A., erigiendo una nueva cofradía que recuperara el culto de la imagen de Ntro. Padre Jesús Nazareno de los Afligidos que se hallaba en el Convento de las RR. MM. Concepcionistas de nuestra ciudad, la imagen les fue cedida en usufructo a la nueva corporación por la Orden Tercera, les fue cedida en usufructo. El día que se estableció como salida procesional fue el Lunes santo, manteniéndose aún en la actualidad. Tras no poder establecerse en el convento de clausura, se les cedió la Capilla del Hospital de San Juan de Dios, actual sede canónica.
Su primera salida procesional se realiza el Lunes Santo, 26 de marzo de 1956.
El 29 de mayo del año 1997, se le otorga el título de Hermandad Sacramental.
11 de julio de ese mismo año, se nombra como cotitular  San Francisco de Asís, y por consiguiente el Título de "Franciscana" el día 19 de mayo de 2012 según Edicto del Ministro Provincial de la Orden Franciscana.
el 9 de agosto del año  2012,  el Rey Don Juan Carlos I concedió  el Título de “Real”.

## Escudo
Según las Reglas de la Hermandad El escudo de la Hermandad, a propuesta y por aprobación de Cabildo General celebrado el 11 de julio de 1997, está compuesto por: Custodia de oro, acostada de dos óvalos. El Primero aparece el escudo antiguo de la corporación que es: de gules, cruz griega de oro con dos óvalos superpuestos, el primero, de gules, con las iniciales JHS en oro timbrada la H de cruz latina que se apoya en su centro en el mismo metal; el segundo, sobre campo de plata, corazón de maría de gules llameante en oro, atravesado por siete espadas del mismo metal, rodea la Cruz Griega una corona de espinas en oro. El segundo, de púrpura, escudo de armas que aparece en el sello del decreto  por el que se concede el título Sacramental  añadido de  los  signos  episcopales. Toda la composición rodeada por un Rosario de oro que acoge en su parte baja una divisa en color marró con el lema franciscano "PAZ Y BIEN" en oro. Todo el conjunto timbrado por corona real española.

## Imágenes
- Nuestro Padre Jesús de los Afligidos:[3] La imagen de talla, atribuida al imaginero de Guatemala D. Mateo de Zúñiga en el siglo XVII, esta imagen representa a Jesús con la cruz a cuesta camino del Gólgota ayudado por Simón de Cirene.
- María Santísima del Rosario en sus Misterios Dolorosos[4]:Imagen de dolorosa de candelero para vestir, obra del imaginero de San Roque (Cádiz) D. Luis Ortega Bru (1967). Restaurada por D. Eduardo Gómez Golluri (1976) y Enrique Ortega Ortega (1992).
- San Francisco de Asís.[5]

## Cortejo procesional

### Primer Paso
Representa a Jesús con la cruz acuesta ayudado por Simón de Cirene.
- Paso de Cristo: El paso de Misterio es del taller de Hermanos Caballero (Sevilla) estrenado en carpintería en el 2013. Talla del paso entre 2013 hasta el año 2017. Desde el año 2017 esta en fase de dorado. Cartelas del paso son realizadas por  D.Mariano Sánchez del Pino en Sevilla (2014, 2019,...) . Cuatro arcángeles (1998) en las esquinas de talla de cedro por el artista D. Miguel Bejarano. Iluminado por 6 candelabros (2015) de guardabrisas en madera son del Taller de Hermanos Caballero al igual de cuatro candelabros que sobre la mesa estrenados en 2015. El llamador realizado en metal dorado(1995) es obra de  D. Manuel de Los Ríos de Sevilla. Los faldones (2013)están realizados den terciopelo burdeos y malla de orodel taller de costura de la propia Hermandad.

- Medidas: Calza 28.

- Acompañamiento musical: Capilla Musical Bel-canto del Puerto de Santa María (desde 2022).

### Segundo Paso
María Santísima Rosario en sus Misterios Dolorosos bajo palio.
- Paso de Palio: Los varales, ánforas y la peana de la Virgen del taller de Lorenzo Jiménez Rueda en Sevilla (1970) restaurandose los varales (1999) por Orfebrería Mallol, que lo realizaron Respiraderos (1961) en metal repujado son del taller del Jerezano Landa, restaurados por Ángel Gabella (1969) y de nuevo restaurados y plateados por el taller Orfebrería Mallol (1999). La candelería (1996) es obra del taller sevillano de D. Manuel de los Ríos. Faroles entrevarales (1997) son también de  D. Manuel de los Ríos. Los faroles de cola del año 2012 según un diseño de D. David calleja son del taller de Orfebrería San Juan de Sevilla. Imagen de entrecalle de Ntra. Señora del Rocío (1998) es obra de D.Manuel de los Ríos y donada en 1998. Llamador(1998) es obra de D.Manuel de los Ríos según diseño de D. David Calleja. Los borados de las bambalinas, techo de palio y de los faldones del paso en terciopelo color cardenal son realizados del taller de bordados de Francisco Franco Ortega.El techo posee bajorrelieves diseñado por D. David Calleja (1999) del sevillano D. Miguel Bejarano. Manto en terciopelo negro liso.
- Medidas: Calza 28.

- Acompañamiento musical: Banda Música de Gailin de Puerto Serrano (Cádiz).

### Hábito nazareno:[7]
Para la Estación de Penitencia los hermanos de la Hermandad y Cofradía usarán el hábito que la tradición marca desde sus inicios, consistente en túnica de sarga color negro, sin brillo, con cordoncillo blanco y botonadura blanca cerrándola desde el cuello hasta los pies y marcando las bocamanga; irá ceñida por un cinturón de esparto que se abrochará por delante. El antifaz o velillo será de igual tejido y color y caerá sobre el pecho hasta por debajo de la cintura, hombros y espalda y se elevará sobre la cabeza por un capirote de cartón o rejilla de no menos de 1 metro de altura y en el que ira prendido el escudo corporativo de la Hermandad y Cofradía, bordado en blanco sobre tela negra a la altura del pecho. Calzarán exclusivamente zapatillas de esparto negras o sandalias fraileras del mismo color, podrán llevar calcetines, siendo estos exclusivamente negros y sin inscripción alguna. Prescindirán de guantes, relojes, anillos, pulseras y joyas en general, exceptuado la alianza matrimonial.

## Marchas dedicadas
- Rosario de los Afligidos. Javier Lara Blas (2017)

## Retablo Cerámico
El azulejo de Nuestro Padre Jesús de Los Afligidos se encuentra situado a la izquierda de la puerta de entrada de la Capilla anexa al antiguo hospital municipal de San Juan de Dios.
Fue realizado en los talleres trianeros de Cerámicas Santa Ana por el artesano Enríque Rodríguez y su coste ascendió a 1385 ptas; fue colocado el 1 de julio de 1957 y la Junta de Gobierno de entonces decidió ubicarlo en dicho lugar para que llamara poderosamente la atención y fuera visto con facilidad por los numerosos vecinos, forasteros y turistas que transitaban por el lugar, ya que la Avenida Micaela Aramburu era entonces la vía principal de comunicación con la playa de La Puntilla.
En general, se trata de un retablo sencillo, de 1'20cm x 80cm, resaltando un primer plano del torso de la Venerada imagen sobre un fondo amarillo con figuras geométricas; Jesús de Los Afligidos esta vestido con una túnica de color burdeos con bordados marcando las bocamangas y un cinturón ceñido a la cintura; sostiene sobre su hombro izquierdo una cruz plana de madera.
Alrededor del Cristo hay un marco de azulejos en color azul representando motivos florales  en cuya parte inferior está inscrito: Ntro. Pdre. Jesús de los Afligidos; en el ángulo derecho inferior del azulejo, aparece un epígrafe que dice: Cerámica Sta. Ana, Sevilla‑Triana "Spain".